# Мар'янівка (Самарівський район)
Мар'я́нівка — село в Україні, в Губиниській селищній громаді Самарівського району Дніпропетровської області. Населення за переписом 2001 року становить 914 осіб. Засноване в 1864 році, назву отримала на честь дочки власника маєтку.

## Географія
Село Мар'янівка знаходиться за 1,5 км від села Скотувате. По селу протікає пересихаючий струмок з загатою. Поруч проходить залізниця, платформа Вільне за 1,5 км.

## Населення

### Мова
Розподіл населення за рідною мовою за даними перепису 2001 року:
| Мова            | Кількість | Відсоток |
| --------------- | --------- | -------- |
| українська      | 812       | 88.84%   |
| російська       | 88        | 9.63%    |
| вірменська      | 5         | 0.55%    |
| білоруська      | 3         | 0.33%    |
| польська        | 1         | 0.10%    |
| інші/не вказали | 5         | 0.55%    |
| Усього          | 914       | 100%     |

## Пам'ятки
Поблизу села знаходиться ландшафтний заказник місцевого значення Мар'яно-Кулебівський.

## Економіка
- Птахофабрика «Мар'янівська».
- Племптахорадгосп «Новомосковський», КП.
- Новомосковський плодорозсадник.
- ТОВ «Памір».

## Об'єкти соціальної сфери
- Школа.
- Дитячий садочок.
- Фельдшерсько-акушерський пункт.
- Клуб.